# Jean Juster
Pour les articles homonymes, voir Juster.
Jean Juster, né le 9 décembre 1881 à Piatra Neamț, Royaume de Roumanie et mort le 12 octobre 1915 à Givenchy-lès-la-Bassée, est un avocat français d'origine roumaine, spécialiste du droit romain.

## Biographie
Jean Juster naît Iancu Juster le 9 décembre 1881 à Piatra Neamț en Moldavie, dans le royaume de Roumanie. Son père Moïse (Moshe), est un industriel. Son grand-père, Abraham Lipa Juster, est l'un des dirigeants de la communauté juive de Piatra Neamț.
En 1905, il fait partie de la délégation roumaine au 7e Congrès sioniste à Bâle.
Après avoir étudié le droit à Bucarest et obtenu sa licence en 1903, Jean Juster vient à Paris préparer son doctorat, qu'il obtient en 1911. Naturalisé français, il prête serment d'avocat au barreau de Paris en 1912 mais demande sa suspension l'année suivante pour se rendre dans son pays natal, afin de s'occuper de ses parents.
En 1914, lors du déclenchement de la Première Guerre mondiale, Jean Juster décide de retourner à Paris pour s'engager dans l'armée française. Blessé, il refuse d'être exempté et retourne au front où il trouve la mort le 12 octobre 1915. Selon la Revue biblique, il est tué en novembre 1915 à Givenchy-lès-la-Bassée,, dans le nord de la France.
Jean Juster est surtout connu comme historien de la condition des Juifs dans l'Empire romain et pour avoir publié en 1914 un ouvrage en deux tomes intitulé Les Juifs dans l'Empire romain : leur condition juridique, économique et sociale.

## Publications
- La condition légale des juifs sous les rois visigoths, Paris : Librairie Paul Geuthner, 1912. (lire en ligne)
- Les Juifs dans l'Empire romain : leur condition juridique, économique et sociale, Tome I, Paris : Librairie Paul Geuthner, 1914. (lire en ligne)
- Les Juifs dans l'Empire romain : leur condition juridique, économique et sociale, Tome II, Paris : Librairie Paul Geuthner, 1914. (lire en ligne)